# Liste der denkmalgeschützten Objekte in Štrba
Die Liste der denkmalgeschützten Objekte in Štrba enthält die 14 nach slowakischen Denkmalschutzvorschriften geschützten Objekte in der Gemeinde Štrba im Okres Poprad.

## Denkmäler
| Foto |                 | Denkmal / č. ÚZPF                              | Standort / Konskr. Nr.                                 | Offizielle Beschreibung                        | Beschreibung                               | Metadaten                                                              |
| ---- | --------------- | ---------------------------------------------- | ------------------------------------------------------ | ---------------------------------------------- | ------------------------------------------ | ---------------------------------------------------------------------- |
| ja   | Datei hochladen | Heilanstalt(sk) ObjektID: 706-3842/1           | Kúpeľná ul. 6 Standort KG: Štrba Konskr.Nr.: 4043      | chodbový; LD Hviezdoslav                       |                                            | č. NKP: 706-3842/1 Stand des NKP: 2012-02-08 Name: DOM LIEČEBNÝ I.     |
| ja   | Datei hochladen | Restaurant(sk) ObjektID: 706-3842/2            | Kúpeľná ul. 6 Standort KG: Štrba Konskr.Nr.: 4044      | chodbová; spojovacia budova,Kriváň             | Verbindungsbau, Krivan                     | č. NKP: 706-3842/2 Stand des NKP: 2012-02-08 Name: REŠTAURÁCIA         |
| ja   | Datei hochladen | Villa(sk) ObjektID: 706-3842/3                 | Kúpeľná ul. 6 Standort KG: Štrba Konskr.Nr.: 4042      | nárožná; Vila Jánošík,býv.Jozefova vila        | Eckhaus, Villa Jánošík, ehem. Villa Joseph | č. NKP: 706-3842/3 Stand des NKP: 2012-02-08 Name: VILA                |
| ja   | Datei hochladen | Heilanstalt(sk) ObjektID: 706-3842/4           | Kúpeľná ul. 6 Standort KG: Štrba Konskr.Nr.: 4044      | chodbový; LD Kriváň                            |                                            | č. NKP: 706-3842/4 Stand des NKP: 2012-02-08 Name: DOM LIEČEBNÝ II.    |
|      | Datei hochladen | Denkmal(sk) ObjektID: 706-1413/0               | Podbánske KG: Štrba Konskr.Nr.: 0                      | padlí partizáni; pomník padlým                 | für die gefallenen Partisanen              | č. NKP: 706-1413/0 Stand des NKP: 2012-02-08 Name: POMNÍK              |
| ja   | Datei hochladen | Denkmal(sk) ObjektID: 706-4504/0               | Štrba 0 Standort KG: Štrba Konskr.Nr.: 0               | II.sv.v.; Smútiaca mať                         | für Opfer des WK II                        | č. NKP: 706-4504/0 Stand des NKP: 2012-02-08 Name: POMNÍK              |
| BW   | Datei hochladen | Wüstung(sk) ObjektID: 706-988/0                | Štrba-Vlčia jama Standort KG: Štrba Konskr.Nr.: 0      | skúmané,prezentované; stredoveká dedina Šoldov |                                            | č. NKP: 706-988/0 Stand des NKP: 2012-02-08 Name: DEDINA ZANIKNUTÁ     |
|      | Datei hochladen | Unterkunft(sk) ObjektID: 706-3841/0            | Štrbské Pleso st.č.41 KG: Štrba Konskr.Nr.: st.č.41    | zrubová; býv.Ubytovňa Gemer                    | ehem. Unterkünfte Gemer                    | č. NKP: 706-3841/0 Stand des NKP: 2012-02-08 Name: UBYTOVŇA            |
| ja   | Datei hochladen | Denkmal(sk) ObjektID: 706-1428/0               | Štrbské Pleso Standort KG: Štrba Konskr.Nr.: 0         | SNP; pomník SNP                                | für den Nationalaufstand                   | č. NKP: 706-1428/0 Stand des NKP: 2012-02-08 Name: POMNÍK              |
|      | Datei hochladen | Aussichtspunkt(sk) ObjektID: 706-3848/0        | Štrbské Pleso 0 KG: Štrba Konskr.Nr.: 0                | Monte Mory                                     | Monte Mory                                 | č. NKP: 706-3848/0 Stand des NKP: 2012-02-08 Name: ROZHĽADŇA           |
|      | Datei hochladen | symbolischer Friedhof(sk) ObjektID: 706-3849/0 | Štrbské Pleso 0 KG: Štrba Konskr.Nr.: 0                | Symbolický cintorín obetí hôr                  | Opferberg                                  | č. NKP: 706-3849/0 Stand des NKP: 2012-02-08 Name: CINTORÍN SYMBOLICKÝ |
|      | Datei hochladen | Gedenktafel(sk) ObjektID: 706-4521/0           | Štrbské Pleso 0 KG: Štrba Konskr.Nr.: 0                | padlí v SNP; Symbolický cintorín               | für die Opfer des Nationalaufstandes       | č. NKP: 706-4521/0 Stand des NKP: 2012-02-08 Name: TABUĽA PAMÄTNÁ      |
| ja   | Datei hochladen | Heilanstalt(sk) ObjektID: 706-3845/0           | Štrbské Pleso 49 Standort KG: Štrba Konskr.Nr.: 4049   | solitér; Liečebný dom Marína                   | Haus Marina                                | č. NKP: 706-3845/0 Stand des NKP: 2012-02-08 Name: DOM LIEČEBNÝ        |
| ja   | Datei hochladen | Bahnhof(sk) ObjektID: 706-3847/0               | Štrbské Pleso 4046 Standort KG: Štrba Konskr.Nr.: 4046 | železničná; Stará stanica elektric.dráhy       | Alte Station dervelektrischen Eisenbahnen  | č. NKP: 706-3847/0 Stand des NKP: 2012-02-08 Name: STANICA ŽELEZNIČNÁ  |

## Legende
Die Tabelle enthält im Einzelnen folgende Informationen:
| Foto:                    | Fotografie des Denkmals. |
| Denkmal / č. ÚZPF:       | Die Übersetzung der Bezeichnung des Denkmals, wie sie vom Slowakischen Denkmalamt (Pamiatkový úrad Slovenskej republiky) verwendet wird. Die Originalbezeichnung ist unter dem Fragezeichen angegeben. Fehlt die Übersetzung, so wird die Originalbezeichnung direkt angezeigt. Weiters ist die Objekt-Identifikationsnummer (Objekt ID) angeführt. Sie ist die offizielle, in der Slowakei eindeutige Nummer č. ÚZPF inklusive der zugehörigen Zählnummer, wie sie in den Daten des Denkmalamtes angegeben wird. Da diese nur innerhalb eines Landkreises gezählt wird, ist dessen Nummer der Denkmalnummer vorangestellt. |
| Standort:                | Wenn in der Liste vorhanden, ist die Adresse angegeben. In Klammern kann sich noch eine zusätzliche Adresse befinden, wenn es beispielsweise ein Eckhaus ist. Bei freistehenden Objekten ohne Adresse (zum Beispiel bei Bildstöcken) ist eine Adresse angegeben, die in der Nähe des Objekts liegt. Durch Aufruf des Links Standort wird die Lage des Denkmals in verschiedenen Kartenprojekten angezeigt. Darunter sind die Katastralgemeinde (KG) und, wenn vorhanden, die Konskriptionsnummer (Konskr. Nr.) angegeben.                                                                                                   |
| Offizielle Beschreibung: | Es ist die Kurzbeschreibung auf Slowakisch, wie sie in den offiziellen Listen angegeben ist, eingetragen. |
| Beschreibung:            | Kurze Angaben zum Denkmal auf Deutsch. |
| Metadaten:               | Zusätzlich werden, wenn in den persönlichen Einstellungen das Helferlein Dauerhaftes Einblenden von Metadaten aktiviert ist, ebensolche angezeigt. |

- Karte mit allen Koordinaten:
- OSM |
- WikiMap